# Contemode
Contemode，是由日本音乐制作人/DJ-中田康贵在2003年所创立的唱片公司，隶属于雅马哈音乐公司（YAMAHA MUSIC COMMUNICATIONS），由Avex Trax负责担任发行。在该厂牌旗下的所有艺人全部皆由中田康贵提供音乐制作/混音。

2013年8月3日起，因中田康贵移籍至华纳音乐/unBORDE，contemode以关停网站的方式宣告正式停止运营。

## 历史概述
Contemode于2003年开始营业，在开始营业到结束营业的10年里，最为人熟知的一个身份就是“CAPSULE（contemode在籍时名为‘capsule’）的唱片公司”。

中田经常和contemode艺人合作，并把自己为contemode艺人所创作的音乐成为“时尚附属品”。contemode艺人的音乐也经常用于涩谷的时装店里。

后来，更多的艺人也加入到contemode裡。巅峰时期contemode总共有6组艺人（中田康贵、CAPSULE、COLTEMONIKHA（已解散）、COPTER4016882、NAGISA COSMETIC（市川渚）、Hazel Nuts Chocolate）。

2008年，随着专辑「MORE! MORE! MORE!」的发售，CAPSULE成为了contemode历史上第一位进入ORICON排行前10名的艺人。

但是，尽管往后contemode的名声越来越响亮，contemode内的大部分艺人却都选择了移籍/解散。到contemode营业的最后一年（2013），整个公司只剩下CAPSULE和中田康贵两位艺人。2013年8月3日，CAPSULE和中田康贵纷纷宣布移籍至华纳音乐/unBORDE，同天contemode以关停官网的形式，正式结束了整个唱片公司的运营。

而这一年，也刚好是contemode创立10周年。

## 历史作品
在contemode 10年的历史里，曾经发售过两张合辑（现在全部已废盘）。

### contemode V.A.
收录曲
1. contemode V.A. ～コンテモード・フロム・トーキョー～
2. idol fancy
3. Little Kikky
4. ハンプティ＝ダンプティ＝ラグ
5. re:space age
6. World Chorus
7. contemode F.M. ～コンテモードの休日～
8. TOKYO A NETSU-TIGHT NIGHT
9. grooper
10. シンメトリー
11. if it's fake
12. 「maxima!」

### contemode V.A.2
收录曲
1. interlude
2. tokyo smiling
3. kitchen shock→
4. farewell
5. favorite song (contemode bossa mix)
6. A.W.O.L
7. Cosmetic Happy
8. キーファー・サザーランドみたいな奴
9. 水色ジーナ
10. SKYWALKER
11. Future☆Popp（注：此曲与Perfume专辑Future Pop无关系。）
12. Dolly's Flying Hat
13. world fabrication